# Агапий Гревенски
Агапий (на гръцки: Αγάπιος, Агапиос) е гръцки духовник, митрополит на Цариградската патриаршия.

## Биография
Служи като протосингел на Вселенската патриаршия.
През октомври 1849 година, след преместването на Йоаникий в Силиврия, е избран за глава на Гревенската митрополия. Носи титлата ипертим. Заема катедрата до смъртта си на 4 август 1864 година.